# Arthur Faria Júnior
Arthur Faria Júnior (Brazópolis, Minas Gerais, 1958) é um roteirista brasileiro de histórias em quadrinhos da Disney.
É autor de mais de 700 histórias publicadas no Brasil e na Europa. Os primeiros roteiros da Turma da Pata Lee foram escritas por ele. Criou personagens do universo do Zé Carioca, como o Professor Giroscópio da Silva  e Jojô.
É um dos coordenadores brasileiros do projeto Inducks.
Existem algumas histórias inéditas do autor que nunca foram desenhadas e publicadas. Seu rafe solto causava temor nos desenhistas que nunca conseguiam chegar num resultado tão satisfatório em relação à soltura e expressão no desenho final das páginas dos quadrinhos.
Desde 2016 sem aventuras inéditas produzidas no Brasil, o personagem Zé Carioca retornou a partir de setembro de 2020 em uma iniciativa da editora Culturama. A edição de setembro da revista Aventuras Disney contou com roteiro de Arthur Faria Jr., desenhos e arte-final de Moacir Rodrigues Soares e letras de Lilian Mitsunaga.